# (7813) Anderserikson
(7813) Anderserikson est un astéroïde de la ceinture principale.

## Description
(7813) Anderserikson est un astéroïde de la ceinture principale. Il fut découvert le 16 octobre 1985 à l'observatoire Kvistaberg par Claes-Ingvar Lagerkvist. Il présente une orbite caractérisée par un demi-grand axe de 2,60 UA, une excentricité de 0,17 et une inclinaison de 12,5° par rapport à l'écliptique.

## Compléments